# Звонкий ретрофлексный взрывной согласный
Звонкий ретрофлексный взрывной согласный — согласный звук, используемый в консонантных системах некоторых языков мира.

## Характеристика
Звонкий ретрофлексный взрывной согласный выделяется следующими характеристиками:
- по способу образования: взрывной — образуется при мгновенном раскрытии смычки (затвора), перекрывающей поток воздушной струи по речевому тракту;
- по месту образования: переднеязычный постальвеолярный[англ.] ретрофлексный — образуется при активной артикуляции передней части спинки языка, при которой она, загнутая вверх и назад, находится вблизи или касается задней стороны альвеолярного отростка;
- по типу фонации: звонкий — образуется при сведении, напряжении и колебании голосовых связок, активно участвующих в артикуляции;
- по положению мягкого нёба: ртовый — образуется при поднятом мягком нёбе, закрывающем проход воздуха в полость носа;
- по относительной силе шумовых составляющих[англ.]: шумный — образуется при преобладании шумовых составляющих над тоном;
- по месту прохождения воздушной струи: срединный[англ.] — образуется при прохождении воздушной струи вдоль полости рта;
- по способу формирования воздушного потока: пульмонический — образуется на вдохе или выдохе, совершаемом лёгкими.

## Примеры
| Язык                  | Слово       | МФА                     | Значение       |
| --------------------- | ----------- | ----------------------- | -------------- |
| Астурийский           | ḷḷingua     | [ɖiŋɡwä]                | язык           |
| Бенгальский           | ডাকাত         | [ɖäkät̪]                 | грабитель      |
| Китайский             | 钉          | [ɖiŋ]                   | длинный        |
| Хинди                 | डालना / ڈالنا | [ɖäːlnäː]               | положить       |
| Английский(индийский) | dine        | [ɖaɪn]                  | есть           |
| Каннада               | ಅಡಸು         | [ʌɖʌsu]                 | присоединиться |
| Малаялам              | പാണ്ഡവര്       | [päːɳɖäʋər]             | Пандавы        |
| Маратхи               | हाड          | [haːɖ]                  | кость          |
| Нихали                |             | [biɖum]                 | один           |
| Норвежский            | varde       | [ˈʋɑɖːə]                | маяк           |
| Пушту                 | ډﻙ          | [ɖak]                   | полный         |
| Панджаби              | ਡੱਡੂ          | [ɖəɖːu]                 | лягушка        |
| Сардинский            | cherveddu   | МФА: [keɾˈveɖːu]о файле | мозг           |
| Сицилийский           | coḍḍu       | [kɔɖːu]                 | шея            |
| Сомалийский           | dhul        | [ɖul]                   | земля          |
| Шведский              | nord        | МФА: [nuːɖ]о файле      | север          |
| Тамильский            | வண்டி         | [ʋəɳɖi]                 | тележка        |
| Телугу                | అడరు         | [ʌɖʌru]                 | возникать      |
| торвали               | ڈىغو        | [ɖiɣu]                  | поздний вечер  |
| Урду                  | ڈنڈا        | [ɖanɖa]                 | палка          |